# Renato Veiga
Renato Palma Veiga (* 29. července 2003) je portugalský fotbalista, který hraje za anglický klub Chelsea a portugalskou reprezentaci. Hraje převážně na pozici středního obránce, může však hrát i jako levý obránce nebo defenzivní záložník.
Prošel mládežnickou akademií Sportingu CP, v lednu 2023 byl poslán na hostování do Augsburgu, než v srpnu přestoupil do Basileje. Po sezóně v Basileji přestoupil v červenci 2024 do Chelsea z Premier League. V roce 2025 byl na hostování v Juventusu.
Veiga je bývalý portugalský mládežnický reprezentant. Za seniorskou reprezentaci debutoval v roce 2024, v roce 2025 s ní vyhrál Ligu národů UEFA.